# Bony de Toirigo
El Bony de Toirigo és una muntanya de 1.675 metres que es troba al municipi de la Vall de Boí, a la comarca de l'Alta Ribagorça.